# Binaluacris olivacea
Binaluacris olivacea är en insektsart som beskrevs av Willemse, C. 1933. Binaluacris olivacea ingår i släktet Binaluacris och familjen gräshoppor. Inga underarter finns listade i Catalogue of Life.